# Hampartsoum Boyadjian
Hampartsoum Boyadjian (en arménien Համբարձում Պօյաճեան), né le 14 mai 1867 à Hadjin, en Cilicie, et mort exécuté le 30 juillet 1915 à Kayseri, aussi connu sous son nom de guerre Mourad et parfois Medzn Mourad (« Mourad le Grand »), est un fedaï arménien et l'un des leaders du parti politique Hentchak.

## Biographie

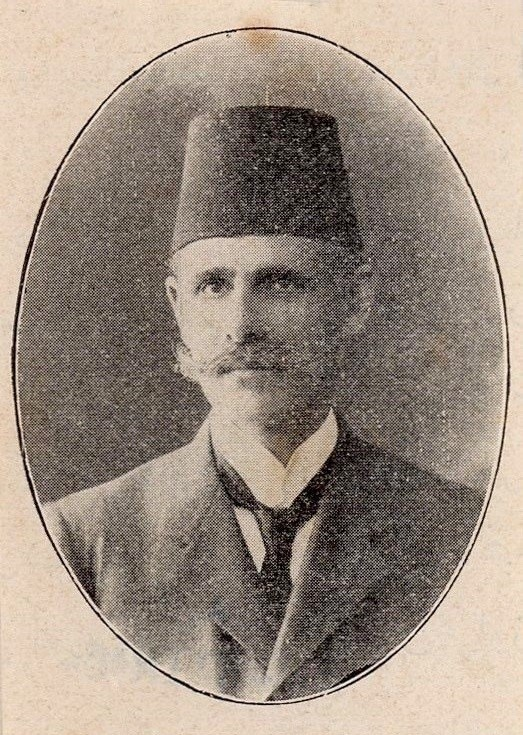
Hampartsoum Boyadjian député d'Adana (1908-1912).

Le célèbre leader du parti Hentchak Medzn Giraïr (« Giraïr le Grand ») est son frère aîné.
Hampartsoum Boyadjian rejoint le parti Hentchak à l'époque où il est étudiant en médecine à Constantinople. Le 27 juillet 1890, il prend part à la manifestation de Kumkapı (un des quartiers de la ville).
En 1894, il est l'un des chefs de file de la résistance de Sassoun. Il exhorte alors les habitants de Sassoun à combattre jusqu'à leur dernière goutte de sang pour la défense de leurs montagnes et de leurs maisons. Il est fait prisonnier par les autorités ottomanes et torturé, puis est envoyé dans une prison de Tripoli. Au cours de son exil, la convention du parti Hentchak l'élit membre de son comité central.
Hampartsoum Boyadjian est l'une des figures les plus marquantes du mouvement de libération arménien, et plusieurs groupes révolutionnaires mènent des actions pour obtenir sa libération.
En 1906, il s’échappe de prison et, en 1908, il retourne à Constantinople. Il est élu membre du Parlement ottoman en tant que député de la région d'Adana entre 1908 et 1912.
Membre du parti Hentchak n'ayant jamais abandonné le rêve d'une Arménie unie et indépendante, Hampartsoum Boyadjian est, comme des milliers d'autres, désigné comme indésirable par le gouvernement des Jeunes-Turcs. Il est parmi les premiers à être arrêtés en avril 1915 lors de la rafle des intellectuels arméniens qui déclenche le génocide des Arméniens, et est envoyé à Kayseri, où il est sévèrement torturé en prison. Après un procès en juillet, il est pendu le 30 juillet 1915, avec douze de ses camarades,.

## Hommage
- De 1992 à 1994, un bataillon « Medzn Murad » mené par Gevorg Guzelian a pris part à la guerre du Haut-Karabagh.